# Cristelo (Paredes)
Cristelo is een plaats (freguesia) in de Portugese gemeente Paredes en telt 1914 inwoners (2001).